# Gethin Anthony
Gethin Anthony (Grimsby, 9 ottobre 1983) è un attore britannico, conosciuto per il suo ruolo di Renly Baratheon nella serie televisiva Il Trono di Spade e di Charles Manson in Aquarius.

## Filmografia

### Cinema
- Cloud Chamber, regia di Christian Fonnesbech (2013)
- Copenhagen, regia di Mark Raso (2014)
- We Are Monster, regia di Antony Petrou (2014)
- Hi-Lo Joe, regia di James Kermack (2015)
- First Kill, regia di Steven C. Miller (2017)
- Morto tra una settimana (o ti ridiamo i soldi) (Dead in a Week: Or Your Money Back), regia di Tom Edmunds (2018)

### Televisione
- Holby City – serie TV, 1 episodio (2006)
- Pinochet in Suburbia – film TV (2006)
- Doctors – serie TV, 1 episodio (2007)
- 10 Days to War – serie TV, 1 episodio (2008)
- Into the Storm - La guerra di Churchill (Into the Storm) – film TV (2009)
- Il Trono di Spade (Game of Thrones) – serie TV, stagioni 1-2, 8 episodi (2011-2012)
- L'amore e la vita - Call the Midwife (Call the Midwife) – serie TV, 1 episodio (2014)
- Aquarius – serie TV, 13 episodi (2015-2016)
- Alt – film TV (2015)
- The Magicians - serie TV (2019)
- Manhunt – serie TV, 10 episodi (2020)

### Internet
- Beyond the Rave di Matthias Hoene (2008)

## Doppiatori italiani
Nelle versioni in italiano delle opere in cui ha recitato, Gethin Anthony è stato doppiato da:
- Alessio Cigliano in Manhunt
- Paolo Vivio in First Kill
- Andrea Mete in Aquarius
- Roberto Gammino ne Il Trono di Spade